# Sportsklubben Brann 2007
Questa voce raccoglie le informazioni riguardanti lo Sportsklubben Brann nelle competizioni ufficiali della stagione 2007.

## Stagione
Il Brann vinse il campionato 2007, a 44 anni dall'ultima affermazione nella competizione. L'avventura in Coppa di Norvegia, invece, si chiuse al quarto turno: il Viking eliminò infatti il Brann, superandolo per 2-0. Furono invece gli inglesi dell'Everton a interrompere la marcia in Coppa UEFA, ai sedicesimi di finale della manifestazione.

## Maglie e sponsor
Lo sponsor tecnico per la stagione 2011 fu Kappa, mentre lo sponsor ufficiale fu Sparebanken Vest. La divisa casalinga fu composta da una maglietta rossa, con pantaloncini bianchi e calzettoni rossi. Quella da trasferta era invece totalmente nera, con inserti bianchi.
| Casa | Trasferta |

## Rosa
| N. |                        | Ruolo | Calciatore         |
| -- | ---------------------- | ----- | ------------------ |
| 1  | Norvegia (bandiera)    | P     | Johan Thorbjørnsen |
| 3  | Norvegia (bandiera)    | D     | Bjørn Dahl         |
| 4  | Norvegia (bandiera)    | D     | Cato Guntveit      |
| 5  | Stati Uniti (bandiera) | D     | Ramiro Corrales    |
| 6  | Norvegia (bandiera)    | A     | Azar Karadas       |
| 6  | Norvegia (bandiera)    | C     | Helge Haugen       |
| 7  | Norvegia (bandiera)    | C     | Hassan El Fakiri   |
| 7  | Norvegia (bandiera)    | C     | Ardian Gashi       |
| 8  | Norvegia (bandiera)    | C     | Martin Andresen    |
| 9  | Norvegia (bandiera)    | C     | Jan Gunnar Solli   |
| 10 | Norvegia (bandiera)    | A     | Bengt Sæternes     |
| 11 | Norvegia (bandiera)    | C     | Petter Vaagan Moen |
| 12 | Norvegia (bandiera)    | P     | Håkon Opdal        |

| N. |                     | Ruolo | Calciatore              |
| -- | ------------------- | ----- | ----------------------- |
| 13 | Norvegia (bandiera) | A     | Erik Huseklepp          |
| 14 | Gambia (bandiera)   | C     | Tijan Jaiteh            |
| 15 | Norvegia (bandiera) | D     | Erlend Hanstveit        |
| 16 | Svezia (bandiera)   | D     | Joakim Sjöhage          |
| 17 | Norvegia (bandiera) | C     | Eirik Bakke             |
| 18 | Islanda (bandiera)  | D     | Ólafur Örn Bjarnason    |
| 19 | Norvegia (bandiera) | C     | Nicolai Misje           |
| 20 | Norvegia (bandiera) | A     | Trond Fredrik Ludvigsen |
| 21 | Islanda (bandiera)  | D     | Kristján Örn Sigurðsson |
| 22 | Norvegia (bandiera) | A     | Thorstein Helstad       |
| 26 | Norvegia (bandiera) | D     | Knut Walde              |
| 28 | Islanda (bandiera)  | D     | Ármann Smári Björnsson  |
| 77 | Scozia (bandiera)   | A     | Robbie Winters          |

## Calciomercato

### Sessione invernale
| Acquisti | Acquisti         | Acquisti  | Acquisti   |
| R.       | Nome             | da        | Modalità   |
| -------- | ---------------- | --------- | ---------- |
| D        | Ramiro Corrales  | HamKam    | definitivo |
| C        | Tijan Jaiteh     | GPA       | definitivo |
| C        | Jan Gunnar Solli | Rosenborg | definitivo |

| Cessioni | Cessioni        | Cessioni | Cessioni   |
| R.       | Nome            | a        | Modalità   |
| -------- | --------------- | -------- | ---------- |
| C        | Martin Knudsen  | Tromsø   | definitivo |
| C        | Charlie Miller  |          | svincolato |
| C        | Arnaud Monkam   | Løv-Ham  | prestito   |
| A        | Migen Memelli   | GAIS     | definitivo |
| A        | Kristian Ystaas | Notodden | definitivo |

### Sessione estiva
| Acquisti | Acquisti         | Acquisti            | Acquisti   |
| R.       | Nome             | da                  | Modalità   |
| -------- | ---------------- | ------------------- | ---------- |
| D        | Joakim Sjöhage   | Elfsborg            | definitivo |
| D        | Knut Walde       | Løv-Ham             | definitivo |
| C        | Hassan El Fakiri | Borussia M'gladbach | definitivo |
| A        | Azar Karadas     | Benfica             | definitivo |

| Cessioni | Cessioni                | Cessioni     | Cessioni   |
| R.       | Nome                    | a            | Modalità   |
| -------- | ----------------------- | ------------ | ---------- |
| C        | Ardian Gashi            | Fredrikstad  | definitivo |
| C        | Helge Haugen            | Tromsø       | definitivo |
| A        | Trond Fredrik Ludvigsen | Strømsgodset | prestito   |
| A        | Bengt Sæternes          | Odense       | definitivo |

## Risultati

### Eliteserien

#### Girone di andata
| Arbitro: | Moen (Haugesund) |

|  |           |             |
|  | Marcatori | 17’ Helstad |

| Arbitro: | Øvrebø (Oslo) |

|                             |           |           |
| Helstad 7’, 55’ Winters 76’ | Marcatori | 5’ George |

| Arbitro: | Alseth (Stjørdal) |

|                            |           |             |
| Sæternes 2’, 10’, 29’, 66’ | Marcatori | 85’ Storbæk |

| Arbitro: | Øvrebø (Oslo) |

|                              |           |  |
| Sapara 37’, 42’ Koppinen 90’ | Marcatori |  |

| Arbitro: | Berntsen (Vang) |

|                      |           |                   |
| Andresen 3’ Moen 50’ | Marcatori | 24’, 50’ Børufsen |

| Arbitro: | Skjerven (Kaupanger) |

|                                 |           |                                        |
| Adriano 4’ Sigurðsson 6’ (aut.) | Marcatori | 45’ Helstad 89’ Winters 90’ Sigurðsson |

| Arbitro: | Sandmoen |

|                          |           |                  |
| Corrales 44’ Helstad 74’ | Marcatori | 42’, 61’ Piiroja |

| Arbitro: | Hagen (Grue) |

|  |           |                            |
|  | Marcatori | 58’ Sigurðsson 74’ Winters |

| Arbitro: | Moen (Haugesund) |

|                                      |           |            |
| Andresen 54’ (rig.) Helstad 58’, 68’ | Marcatori | 87’ Occean |

| Arbitro: | Moen (Haugesund) |

|                                                                       |           |  |
| Powell 2’ Obasi 22’ Gíslason 26’ (rig.), 45’ (rig.), 85’ Knudtzon 57’ | Marcatori |  |

| Arbitro: | Øvrebø (Oslo) |

|                       |           |              |
| Moen 46’ Sæternes 48’ | Marcatori | 90’ Fjørtoft |

| Arbitro: | Øvrebø (Oslo) |

|                              |           |                     |
| Ijeh 43’ Gaarde 57’ Berg 86’ | Marcatori | 79’ (rig.) Andresen |

| Arbitro: | Sandmoen |

|                              |           |              |
| Moen 33’ Andresen 69’ (rig.) | Marcatori | 31’ Håkonsen |

#### Girone di ritorno
| Arbitro: | Staberg |

|                      |           |  |
| Helstad 8’, 84’, 88’ | Marcatori |  |

| Arbitro: | Berntsen (Vang) |

|                  |           |                                      |
| Finstad 85’, 86’ | Marcatori | 12’ Sigurðsson 53’, 70’, 79’ Helstad |

| Arbitro: | Moen (Haugesund) |

|                |           |  |
| Berre 61’, 64’ | Marcatori |  |

| Arbitro: | Olsen (Kristiansand) |

|                            |           |                       |
| Winters 18’, 45’ Bakke 69’ | Marcatori | 73’ Traoré 86’ Riseth |

| Arbitro: | Øvrebø (Oslo) |

|            |           |               |
| Hæstad 27’ | Marcatori | 87’ Björnsson |

| Arbitro: | Edvartsen (Kaupanger) |

|                |           |  |
| Sigurðsson 30’ | Marcatori |  |

| Arbitro: | Øvrebø (Oslo) |

|  |           |                                            |
|  | Marcatori | 48’ El Fakiri 61’ Karadas 66’, 80’ Helstad |

| Arbitro: | Moen (Haugesund) |

|                                                        |           |  |
| Andresen 48’ (rig.) Huseklepp 68’ Moen 70’ Helstad 77’ | Marcatori |  |

| Arbitro: | Moen (Haugesund) |

|               |           |                                                                  |
| Myklebust 47’ | Marcatori | 14’ Moen 17’ Björnsson 45’ (rig.) Andresen 78’ Helstad 86’ Solli |

| Arbitro: | Staberg |

|                              |           |           |
| Helstad 15’ Karadas 90’, 90’ | Marcatori | 86’ Brink |

| Arbitro: | Sandmoen |

|                    |           |           |
| Skiri 4’ Aarøy 26’ | Marcatori | 34’ Solli |

| Arbitro: | Øvrebø (Oslo) |

|                                              |           |          |
| Karadas 7’ Helstad 29’, 42’, 49’, 90’ (rig.) | Marcatori | 78’ Berg |

| Arbitro: | Sandmoen |

|                         |           |  |
| Moldskred 32’, 53’, 56’ | Marcatori |  |

### Coppa di Norvegia
| Arbitro: | Bjorøy |

|  |           |                                                    |
|  | Marcatori | 31’, 90’ Solli 38’, 83’ (rig.) Sæternes 85’ Haugen |

| Arbitro: | Toppe |

|  |           |                                                            |
|  | Marcatori | 29’ Ludvigsen 65’, 66’, 89’ (rig.) Björnsson 72’ Huseklepp |

| Arbitro: | Helgerud (Lier) |

|  |           |                                                |
|  | Marcatori | 49’ Guntveit 83’, 85’, 90’ Winters 89’ Helstad |

| Arbitro: | Skjerven (Kaupanger) |

|                     |           |  |
| Gaarde 13’ Berg 85’ | Marcatori |  |

### Coppa UEFA
| Arbitro: | Godulyan |

|  |           |                                                                                 |
|  | Marcatori | 8’, 30’, 45’ Winters 17’, 28’ Helstad 70’ Sigurðsson 83’ Solli 90'+1’ Björnsson |

| Arbitro: | Schörgenhofer |

|                                                                     |           |                           |
| Moen 9’ Björnsson 19’ Winters 27’, 32’ Sigurðsson 56’ Hanstveit 57’ | Marcatori | 28’ Thomas 47’, 90’ Hicks |

| Arbitro: | Wilmes |

|                           |           |               |
| Björnsson 24’ Winters 49’ | Marcatori | 28’ Negreiros |

| Arbitro: | Banari |

|                                         |           |                                                |
| Urbšys 24’ Maciulevičius 78’ Otávio 84’ | Marcatori | 37’ Moen 45’ Björnsson 45’ Solli 63’ Huseklepp |

| Arbitro: | Jára |

|  |           |               |
|  | Marcatori | 84’ Sterchele |

| Arbitro: | Dereli |

|             |           |                         |
| Clement 76’ | Marcatori | 14’ Helstad 39’ Winters |

| Arbitro: | Kasnaferis |

|  |           |             |
|  | Marcatori | 62’ Kompany |

| Arbitro: | Lehner |

|                    |           |             |
| Cheyrou 88’ (rig.) | Marcatori | 24’ Karadas |

| Arbitro: | Balaj |

|                                   |           |               |
| Bjarnason 45'+4’ (rig.) Bakke 72’ | Marcatori | 49’ Vukojević |

| Arbitro: | Egorov |

|              |           |  |
| Carlitos 40’ | Marcatori |  |

| Arbitro: | Genov |

|  |           |                        |
|  | Marcatori | 59’ Osman 88’ Anichebe |

| Arbitro: | Ivanov |

|                                                     |           |          |
| Yakubu 36’, 54’, 72’ Johnson 41’, 90'+2’ Arteta 70’ | Marcatori | 60’ Moen |

## Statistiche

### Statistiche di squadra
| Competizione      | Punti | In casa | In casa | In casa | In casa | In casa | In casa | In trasferta | In trasferta | In trasferta | In trasferta | In trasferta | In trasferta | Totale | Totale | Totale | Totale | Totale | Totale | DR  |
| Competizione      | Punti | G       | V       | N       | P       | Gf      | Gs      | G            | V            | N            | P            | Gf           | Gs           | G      | V      | N      | P      | Gf     | Gs     | DR  |
| ----------------- | ----- | ------- | ------- | ------- | ------- | ------- | ------- | ------------ | ------------ | ------------ | ------------ | ------------ | ------------ | ------ | ------ | ------ | ------ | ------ | ------ | --- |
| Eliteserien       | 54    | 13      | 11      | 2       | 0       | 37      | 14      | 13           | 6            | 1            | 6            | 22           | 25           | 26     | 17     | 3      | 6      | 59     | 39     | +20 |
| Coppa di Norvegia | -     | 0       | 0       | 0       | 0       | 0       | 0       | 4            | 3            | 0            | 1            | 15           | 2            | 4      | 3      | 0      | 1      | 15     | 2      | +13 |
| Coppa UEFA        | -     | 6       | 3       | 0       | 3       | 10      | 9       | 6            | 3            | 1            | 2            | 16           | 12           | 12     | 6      | 1      | 5      | 26     | 21     | +5  |
| Totale            | -     | 19      | 14      | 2       | 3       | 47      | 23      | 23           | 12           | 2            | 9            | 53           | 49           | 42     | 26     | 4      | 12     | 100    | 62     | +38 |

### Statistiche dei giocatori
| Giocatore       | Eliteserien | Eliteserien | Eliteserien | Eliteserien | Coppa di Norvegia | Coppa di Norvegia | Coppa di Norvegia | Coppa di Norvegia | Coppa UEFA | Coppa UEFA | Coppa UEFA  | Coppa UEFA | Totale   | Totale | Totale      | Totale     |
| Giocatore       | Presenze    | Reti        | Ammonizioni | Espulsioni  | Presenze          | Reti              | Ammonizioni       | Espulsioni        | Presenze   | Reti       | Ammonizioni | Espulsioni | Presenze | Reti   | Ammonizioni | Espulsioni |
| --------------- | ----------- | ----------- | ----------- | ----------- | ----------------- | ----------------- | ----------------- | ----------------- | ---------- | ---------- | ----------- | ---------- | -------- | ------ | ----------- | ---------- |
| M. Andresen     | 23          | 6           | 4           | 0           | 1                 | 0                 | 0                 | 0                 | 4          | 0          | 0           | 0          | 28       | 6      | 4           | 0          |
| E. Bakke        | 10          | 1           | 3           | 0           | 3                 | 0                 | 0                 | 0                 | 9          | 1          | 4           | 0          | 22       | 2      | 7           | 0          |
| Ó. Bjarnason    | 24          | 0           | 1           | 1           | 3                 | 0                 | 0                 | 0                 | 12         | 1          | 1           | 0          | 39       | 1      | 2           | 1          |
| A. Björnsson    | 15          | 2           | 0           | 0           | 3                 | 3                 | 0                 | 0                 | 8          | 4          | 1           | 0          | 26       | 9      | 1           | 0          |
| R. Corrales     | 11          | 1           | 2           | 0           | 3                 | 0                 | 0                 | 0                 | 3          | 0          | 1           | 0          | 17       | 1      | 3           | 0          |
| B. Dahl         | 15          | 0           | 1           | 0           | 4                 | 0                 | 0                 | 0                 | 11         | 0          | 1           | 0          | 30       | 0      | 2           | 0          |
| H. El Fakiri    | 9           | 1           | 0           | 0           | 0                 | 0                 | 0                 | 0                 | 8          | 0          | 0           | 0          | 17       | 1      | 0           | 0          |
| A. Gashi        | 11          | 0           | 1           | 0           | 3                 | 0                 | 0                 | 0                 | 1          | 0          | 0           | 0          | 15       | 0      | 1           | 0          |
| C. Guntveit     | 16          | 0           | 1           | 0           | 3                 | 1                 | 0                 | 0                 | 7          | 0          | 0           | 0          | 26       | 1      | 1           | 0          |
| H. Haugen       | 4           | 0           | 0           | 0           | 3                 | 1                 | 1                 | 0                 | 0          | 0          | 0           | 0          | 7        | 1      | 1           | 0          |
| T. Helstad      | 24          | 22          | 0           | 0           | 2                 | 1                 | 0                 | 0                 | 9          | 3          | 2           | 0          | 35       | 26     | 2           | 0          |
| E. Huseklepp    | 22          | 1           | 1           | 0           | 4                 | 1                 | 0                 | 0                 | 12         | 1          | 1           | 0          | 38       | 3      | 2           | 0          |
| T. Jaiteh       | 11          | 0           | 2           | 0           | 1                 | 0                 | 0                 | 0                 | 4          | 0          | 0           | 0          | 16       | 0      | 2           | 0          |
| A. Karadas      | 8           | 4           | 1           | 0           | 0                 | 0                 | 0                 | 0                 | 8          | 1          | 0           | 0          | 16       | 5      | 1           | 0          |
| T. Ludvigsen    | 1           | 0           | 0           | 0           | 2                 | 1                 | 0                 | 0                 | 0          | 0          | 0           | 0          | 3        | 1      | 0           | 0          |
| N. Misje        | 0           | 0           | 0           | 0           | 0                 | 0                 | 0                 | 0                 | 0          | 0          | 0           | 0          | 0        | 0      | 0           | 0          |
| P. Moen         | 25          | 5           | 2           | 0           | 2                 | 0                 | 1                 | 0                 | 10         | 3          | 2           | 0          | 37       | 8      | 5           | 0          |
| H. Opdal        | 25          | 0           | 1           | 0           | 1                 | 0                 | 0                 | 0                 | 9          | 0          | 1           | 0          | 35       | 0      | 2           | 0          |
| B. Sæternes     | 10          | 5           | 3           | 0           | 1                 | 2                 | 1                 | 0                 | 0          | 0          | 0           | 0          | 11       | 7      | 4           | 0          |
| K. Sigurðsson   | 25          | 4           | 3           | 0           | 3                 | 0                 | 2                 | 0                 | 9          | 2          | 0           | 0          | 37       | 6      | 5           | 0          |
| J. Sjöhage      | 3           | 0           | 0           | 0           | 0                 | 0                 | 0                 | 0                 | 3          | 0          | 0           | 0          | 6        | 0      | 0           | 0          |
| J. Solli        | 25          | 2           | 2           | 0           | 3                 | 2                 | 0                 | 0                 | 11         | 2          | 1           | 0          | 39       | 6      | 3           | 0          |
| J. Thorbjørnsen | 3           | 0           | 0           | 0           | 3                 | 0                 | 0                 | 0                 | 3          | 0          | 0           | 0          | 9        | 0      | 0           | 0          |
| K. Walde        | 3           | 0           | 0           | 0           | 0                 | 0                 | 0                 | 0                 | 1          | 0          | 0           | 0          | 4        | 0      | 0           | 0          |
| R. Winters      | 19          | 5           | 0           | 0           | 4                 | 3                 | 0                 | 0                 | 6          | 7          | 0           | 0          | 29       | 15     | 0           | 0          |